# Hawajczycy

Nieoficjalna flaga Hawajczyków

Flaga stanu Hawaje

Flaga Ka Lahui Hawaiʻi

Flaga używana przez nacjonalistów

Hawajczycy (haw. Poʻe Hawaiʻi) – rdzenni mieszkańcy Hawajów, pochodzenia polinezyjskiego. Komunikują się w języku angielskim oraz języku kreolskim hawajskim. Język hawajski, który był pierwotnym językiem Hawajczyków, jest praktycznie językiem wymarłym, gdyż posługuje się nim nie więcej niż tysiąc osób.

## Zasiedlenie wysp
Hawaje zostały zasiedlone w dwóch falach migracyjnych. Pierwsza fala Polinezyjczyków przybyła na wyspy mniej więcej na początku naszej ery. Uważa się, że mogli to być mieszkańcy Markizów. Druga fala migracji nastąpiła mniej więcej w XIII wieku. Na wyspy przybył lud roślejszy, z Tahiti, który wkrótce wchłonął pierwotnych mieszkańców archipelagu. Po tej pierwszej fali osadniczej pozostały tylko opowiadane przez następców historie o menehunach, niskich, lecz pracowitych ludziach.

## Pierwotna kultura
W chwili, gdy na wyspy przybył kapitan Cook (1778), na wyspach żyło około 300 tysięcy Hawajczyków – ludzi o ciemnej skórze i włosach prostych lub falistych. Praktykowali oni poligynię i poliandrię i żyli w społeczeństwie klasowym. Tytuły i majątek dziedziczone były w linii żeńskiej. Hawajczycy nie znali wytopu metali, nie produkowali ceramiki, narzędzia i broń wytwarzali z kamienia, drewna, kości i muszli. Żyli na poziomie neolitycznym, wyróżniali się jednak niezwykle rozbudowaną tradycją słowną i wielką tężyzną fizyczną. 
Największym źródłem informacji o kulturze rdzennych mieszkańców Hawajów jest „Fornander Collection”, wielotomowy zbiór hawajskich mitów i opowieści ludowych, zebranych przez Abrahama Fornandera.

## Mitologia hawajska
Charakterystyczną cechą mitologii hawajskiej jest prawie zupełna nieobecność zwierząt jako bohaterów - tłumaczy się to ubóstwieniem fauny wyspowej. W politeistycznych wierzeniach najważniejszymi bogami byli:
- Kāne
- Kanaloa
- Kū
- Lono

oraz bogini 
- Pele